# Alles Kapriolen
Alles Kapriolen ist eine Operette in drei Akten von Siegfried Köhler. Das Libretto verfassten Will Petersen und F. W. Jürgens. Uraufführung war am 31. Dezember 1952 in Koblenz.

## Orchester
Zwei Flöten, zwei Oboen, zwei Klarinetten oder Saxofone, ein Fagott, ein Kontrafagott, zwei Hörner, zwei Trompeten, zwei Posaunen, eine Harfe, eine Gitarre, zwei Klaviere, großes Schlagwerk und Streicher

## Handlung

### Ort und Zeit
Die Operette spielt auf einem Dampfer, der nach Brasilien fährt, in Rio de Janeiro und im brasilianischen Urwald Mitte des 20. Jahrhunderts.

### Erster Akt
Bild: Luxuskabine eines Ozeandampfers
Zusammen mit seiner Tochter Lil reist der schwerreiche Verleger Lincoln Armstrong nach Brasilien, wo sie den Urlaub verbringen wollen. Mit an Bord ist auch Joe Peines. Er und Lincoln Armstrong kennen sich seit langem. Letzterer hält ihn für einen Gentleman vom Scheitel bis zur Sohle.
In der Nacht fallen zwei Schüsse, die Lil Armstrong den Schlaf rauben. Als sie in ihrer Kabine Licht macht, sieht sie einen Fremden mit einer noch rauchenden Pistole in der Hand. Offenbar ist er in ihr Zimmer geflüchtet, um sich der Strafverfolgung zu entziehen. Eigentlich sollte sie jetzt schreien, um die Aufmerksamkeit des Schiffspersonals auf sich zu lenken, aber eine innere Stimme befiehlt ihr, dies zu unterlassen. Der Verbrecher strahlt auch eine unwiderstehliche Sympathie aus. Nein, ihn wird sie nicht den Verfolgern ausliefern; sie weist ihm sogar ein Versteck zu. Auf der Suche nach Harry – so heißt der Täter – betritt sogleich Joe Peines mit ein paar Herren ihre Kabine. Einer der Schüsse muss Peines getroffen haben, denn er ist sichtlich verwundet. Lils Vermutung, der zweite Schuss habe Peggy Robertson gegolten, stellt sich als falsch heraus. Dem Detektiv Nat Ponkerting geschah ein Missgeschick: Als er das Magazin seiner Pistole auswechseln wollte, hatte sich versehentlich ein Schuss gelöst.
Beim Durchsuchen des Zimmers stoßen die Häscher erst auf die Gesichtsmaske des Täters, dann auf eine wertvoll aussehende Perlenkette. Harrys Versteck wird entdeckt und er selbst für verhaftet erklärt.

### Zweiter Akt
Bild: Hotelterrasse in Rio de Janeiro
Alle Protagonisten der Operette haben dasselbe Hotel in Rio bezogen. Es dauert nicht lange, da überbringt ein Bote sowohl Lincoln Armstrong als auch dem Detektiv Pinkerton einen anonymen Brief. Beide ahnen Schlimmes. Als sie die Briefe lesen, werden ihre Befürchtungen sogar noch übertroffen: Jeder von ihnen soll bald ins Jenseits befördert werden. Danach überstürzen sich die Ereignisse. Die „wertvolle“ Perlenkette erweist sich als wertlos. Dem im Hotel eingesperrten Kriminellen Harry gelingt die Flucht. Lincoln Armstrong ist schon am Rande des Nervenzusammenbruchs, da erklärt ihm Joe Peines, er besitze ein Blockhaus im Urwald. Wenn die Bedrohten und ihre Angehörigen es vorzögen, mit ihm dorthin zu fahren, seien sie herzlich willkommen. Armstrong fällt ein Stein vom Herzen. Nichts lieber als das! Gemeinsam machen sich alle auf den Weg in den Dschungel.

### Dritter Akt
Bild: Im brasilianischen Urwald
Am Ziel angekommen, merken die Gäste bald, dass es sich hier nicht wie im Paradies leben lässt. In der grünen Hölle wimmelt es nur so von Moskitos und anderem lästigen Getier. Mit der Langeweile ist es bald aus; denn der einst so geschätzte Gentleman Joe Peines lässt jetzt seine Maske fallen und entpuppt sich als wahres Scheusal. Ein paar Eingeborenen, mit denen er unter einer Decke steckt, hat er befohlen, den reichen Verleger zu kidnappen, um ihn später gegen ein großzügiges Lösegeld wieder freizulassen. Armstrongs Tochter Lil befiehlt er, ihn sofort zu heiraten.
Unterdessen taucht auch der entflohene Schwerverbrecher Harry wieder auf. Er scheint jedoch nicht zu Peines Helfern zu gehören, denn dieser lässt ihn sofort verhaften. Das gleiche Schicksal widerfährt aber auch dem Detektiv und seinem Assistenten Bob sowie Peggy Robertson. In aller Eile stellt Peines mit seinen eingeborenen Helfern ein Femegericht zusammen, das nicht lange braucht, um ein Urteil zu fällen: Tod durch den Strang! Die Exekution könne nur dadurch abgewendet werden, dass Lil Joe Peines auf der Stelle heirate. Lincoln Armstrong hat aus nächster Nähe alles mit anhören müssen und ist entsetzt.
Plötzlich entschließt sich Joe Peines, dem ganzen Theater ein Ende zu bereiten. Er mahnt zur Ruhe und erklärt, das Spiel sei jetzt aus. Sein Freund Harry sei in Wirklichkeit kein Krimineller, sondern nur ein Kriminalschriftsteller. Es stellt sich heraus, dass er vor einiger Zeit Lincoln Armstrong unter einem Pseudonym einen Krimi vorlegte. Das Manuskript wurde vom Verlag an ihn zurückgesandt mit der Begründung, ein derartiges Machwerk entbehre der Logik und würde dem Ruf des Verlages nur schaden. Deshalb entschloss er sich, dem Verleger einen Denkzettel zu verpassen, indem er ihm und seiner Tochter mit ein paar Vertrauten seinen Krimi vorspielte. Abgesehen von Peggy Robertson, Nat Ponkerting und Bob, die unfreiwillig in das Geschehen einbezogen wurden, waren alle Personen Akteure in diesem Spiel. Lincoln Armstrong ist gnädig mit ihnen, erklärt sich jetzt bereit, Harrys Krimi herauszugeben und gibt seiner Tochter den väterlichen Segen, den von ihr so verehrten „Schwerverbrecher“ zu heiraten.